# امجن اللصبة (المضاربة والعارة)

تعديل مصدري - تعديل

امجن اللصبة هي إحدى قرى عزلة المضاربة بمديرية المضاربة والعارة التابعة لمحافظة لحج، بلغ تعداد سكانها 54 نسمة حسب تعداد اليمن لعام 2004.